# 張甘妹
張甘妹（1930年—）是一位出身屏東縣佳冬鄉的法學學者。她長年專注於講授及研究犯罪學與刑事政策，並曾擔任臺灣省政府委員。

## 經歷

### 早年生活
1930年，張甘妹出生於屏東佳冬一個客家家族；她的父母張錦連、張羅乙妹育有5男5女，她是長女，並有一位日後畢業於國立臺灣大學法律學系並任臺灣省政府祕書的兄長張麟佑。
在畢業於堀江小學校（後為鹽埕國小）後，張甘妹考入高雄州立高雄第一高等女學校就讀。中學期間，她加入田徑隊並專攻短跑與跳遠。她曾代表高雄市參加臺灣省運動會，並在60公尺短跑項目創下8.1秒（手動計時）的全國紀錄。高中二年級時，她與謝東閔代表臺灣參加在上海舉行的第七屆中華民國全國運動會。
當時，她也對社會學產生興趣，但因尚無社會學系可就讀而選擇法律系。

### 法學生涯
1953年，張甘妹畢業於國立臺灣大學法學院法律學系，並被留任為助教。隨後，她在劉瑞騰介紹下前往東京醫科齒科大學進修，並成為精神醫學家吉益脩夫的學生。
返回臺灣後，張甘妹與丈夫陳進義及劉瑞騰、陳茂源組成研究小組，並定期至她的宿舍進行研討；研討結果除應用於教學外，也經常被提供與有關當局作為參考。 此後，張甘妹長期於國立臺灣大學、東吳大學及中央警官學校教授犯罪學與刑事政策，並兩度以交換學者身份前往東京大學與慶應大學進行研究。
1971年，她與謝東閔一同出席第26屆聯合國大會並擔任顧問。1972年，謝東閔在出任臺灣省政府主席後邀請她擔臺灣省政府委員，成為首位女性委員。後來，林洋港出任臺灣省政府主席時也續聘她擔任省府委員。
1980年，張甘妹參與創立社團法人中華民國觀護協會，以深化臺灣的觀護實務。
1996年2月，張甘妹退休；隨後，國立臺灣大學法學院法律學系聘請她為名譽教授。
此外，張甘妹曾從事犯罪預測研究，並在行政院國家科學委員會補助下建立再犯預測表。

## 家庭
張甘妹的丈夫是畢業於國立臺灣大學政治學系的陳進義；他們因喜愛田徑而相識，並於日後結為夫妻。他們育有1男1女；兒子陳紀澤畢業於國立臺灣大學醫學院醫學系，並於稍後取得東京大學醫學博士學位；女兒陳紀芳攻讀外文，並於婚後旅居美國。

## 外部連結
- 張甘妹名譽教授- 台大法律系 （页面存档备份，存于）
- 張甘妹 - 臺灣學術機構典藏系統 （页面存档备份，存于）
- 張甘妹 - 法源法律網-法學論著-作者介紹 （页面存档备份，存于）